# La Maison du Chat-qui-pelote
La Maison du Chat-qui-pelote est une nouvelle d’Honoré de Balzac parue en 1830. Elle fait partie des Scènes de la vie privée de La Comédie humaine.

## Historique du texte
D’abord intitulée Gloire et Malheur, cette longue nouvelle (ou court roman), rédigée en 1829, ne paraît qu'en 1830 chez Mame-Delaunay et connaît quatre autres éditions et autant de remaniements jusqu’à la dernière édition Furne de 1842, qui est elle-même corrigée avant de paraître sous le titre La Maison du Chat-qui-pelote.
Ouvrant la série des « études de mœurs », ce texte a une fonction inaugurale dans la mesure où il annonce tous les grands thèmes balzaciens. « C’est en même temps un défi théorique, superbe dans sa discrétion, […] aux contraintes génériques de la nouvelle et du roman. Car cette nouvelle est aussi un roman, avec sa durée, sa profondeur, son horizon de personnages secondaires et son rythme ascendant-descendant qui sera celui des grands ensembles comme César Birotteau par exemple. »

## Résumé
L'action prend place au début de 1811. Monsieur Guillaume, marchand drapier, successeur de monsieur Chevrel et ami de Jean-Jérôme Cardot, mène, quoique aisé, une vie austère avec son épouse, ses deux filles, Virginie et Augustine, et ses trois commis (apprentis). Cependant, cette existence rythmée par la seule marche des affaires est troublée par l'intrusion de Théodore de Sommervieux, aristocrate, peintre, amoureux de la beauté en général, volage, mais voué corps et âme à son art. Au début du récit, Théodore est en admiration devant Augustine, qui vient d'apparaître à la fenêtre de sa chambre dans un vieux quartier de Paris. Théodore semble ne plus pouvoir détacher son regard de ce portrait vivant. Éperdument amoureux d’Augustine, ou de l’idée qu’il se fait d’elle, il en a peint un portrait qui connaît un certain succès et une certaine notoriété. Il demande sa main et l’épouse malgré les réticences de monsieur Guillaume, et encore plus de sa femme, qui voit d’un mauvais œil ce « changement de classe » pour sa fille. À juste titre car, les premiers feux de l’amour passés — deux ans et demi —, Théodore ne trouve plus aucun intérêt à sa femme, qui lui paraît fade et sans culture. Pour satisfaire son besoin de sensations fortes, il fréquente la duchesse de Carigliano — personnage que l'on retrouvera à de nombreuses reprises dans l'ensemble de La Comédie humaine —, une personne cruelle, à qui Augustine finit par demander de l’aide. En guise d'aide, la duchesse lui donne des recettes de séduction. Mais les conseils de la duchesse — qui lui rend le fameux tableau d'Augustine peint par Théodore et qu'elle a exigé de son amant — n’auront aucun effet et déclencheront une violente réaction du peintre, si bien qu'Augustine dépérit et meurt de chagrin.

## L’archéologue de Paris
Balzac présente avec une précision scrupuleuse un quartier de Paris qu’il connaît bien, parce qu’il y a vécu à l’époque de ses œuvres de jeunesse. Il connaît la vie de ses habitants, des commerçants pour la plupart. La rue du Petit-Lion et le quartier de la rue Saint-Denis sont le centre des commerces de draperie et de passementerie, qui était l’activité des grands-parents de l’écrivain : les Sallambier. Outre la description minutieuse de la rue, d’une maison à colombages dont même les fenêtres ont un caractère archéologique et dont « […] le bois travaillé grossièrement […] des humbles croisées du troisième étage aurait mérité d'être placé au Conservatoire des arts et métiers », Balzac nous renseigne sur l'origine du titre : la maison du Chat-qui-pelote. Il s’agit d’une enseigne d’un goût douteux qui présente un chat « pelotant », c’est-à-dire selon la définition de l’époque : renvoyant une pelote (balle) avec une raquette. Les pratiques des commerçants pour attirer la clientèle sont ainsi étudiées en remontant l’historique du commerce parisien : « […] il convient de faire observer ici que ces enseignes, dont l’étymologie semble bizarre à plus d’un négociant parisien, sont les tableaux morts de vivants tableaux à l’aide desquels nos espiègles ancêtres avaient réussi à amener les chalands dans leurs maisons. Ainsi la Truie-qui-file, le Singe-vert, etc. étaient des animaux en cage dont l’adresse émerveillait les passants, et dont l’éducation prouvait la patience de l’industriel au XVe siècle. » Au cours de la croisade des artistes du XIXe siècle contre la dégradation de Paris, Balzac s’est investi, de façon fort originale, dans la sauvegarde des témoignages archéologiques les plus humbles mais, de son point de vue, aussi importants que les grands monuments : étroites maisons, petites rues, modestes enseignes, c’est-à-dire les arts et traditions populaires en grande partie présentés au musée Carnavalet.

## Balzac sociologue et moraliste
S’il y a une morale dans cette fable (à rapprocher du Bal de Sceaux), c’est peut-être qu’il y a des « milieux » qui ne se marient pas, au propre comme au figuré, et qu'il faut se méfier des « mariages d'amour ». L’éducation d’Augustine, fille du marchand drapier Guillaume, aussi belle et aimable soit-elle, ne saurait s'accorder avec les habitudes de l’artiste-aristocrate Théodore de Sommervieux. Il s’agit moins ici d’une différence de naissance (comme celle séparant les filles du père Goriot et le faubourg Saint-Germain) ou de fortune (comme celle entre Lucien de Rubempré et Clotilde de Grandlieu) que d’une façon d’être, d’une « culture », d’une compréhension de la vie. La belle Augustine, totalement aveugle, totalement perdue dans un monde qui n’est pas le sien, et pourtant pleine de bonne volonté, ne comprendra jamais qu’il y a « autre chose » chez une femme pour attirer un homme que la beauté, la bonté, la sagesse. Elle ne comprend même pas le « cours » qu’elle vient demander à la cruelle duchesse de Carigliano. Elle n’est pourtant ni idiote ni insensible. Elle est simplement hors de ce monde d’artistes que son père juge sévèrement : « Ils sont trop dépensiers pour ne pas être toujours de mauvais sujets. J'ai fourni feu M. Joseph Vernet, feu M. Lekain, et M. Noverre. […] Ah ! Si tu savais combien de tours ils ont joué à ce pauvre monsieur Chevrel ! Ce sont de drôles de corps. […],. »
Ainsi sont mis en parallèle des mondes inconciliables que l’auteur de La Comédie humaine va explorer inlassablement. La Maison du Chat-qui-pelote est une « excellente initiation à l’univers de La Comédie humaine […], son choix dans les classes comme texte de lecture suivie est propre à faire découvrir et à faire aimer Balzac ».

## Adaptation
Cette œuvre a été adaptée pour la télévision par Jean-Daniel Verhaeghe en 2009, pour France 2, dans la série Contes et nouvelles du XIXe siècle. Mélanie Bernier incarne Augustine Guillaume et Raphaël Personnaz est Théodore de Sommervieux. La duchesse de Carigliano est interprétée par Arielle Dombasle. Régis Laspalès interprète Monsieur Guillaume, père d'Augustine.